# L.J. Collier
Lawrence Collier Jr. (Munday, 12 settembre 1995) è un giocatore di football americano statunitense che milita nel ruolo di defensive end per gli Arizona Cardinals della National Football League (NFL).

## Carriera universitaria
Collier al college giocò a football con i TCU Horned Frogs dal 2015 al 2018. Nell'ultima annata divenne titolare mettendo a segno 6 sack e venendo inserito nella formazione ideale della Big 12 Conference.

## Carriera professionistica

### Seattle Seahawks
Collier fu scelto nel corso del primo giro (29º assoluto) del Draft NFL 2018 dai Seattle Seahawks. Debuttò come professionista subentrando nella gara del secondo turno contro i Pittsburgh Steelers senza fare registrare alcuna statistica. La sua stagione da rookie si chiuse con 3 tackle in 11 presenze, nessuna delle quali come titolare.
Collier fu per la prima volta decisivo nel secondo turno della stagione 2020 quando nell'ultimo tentativo della partita fermò la corsa verso la end zone del quarterback dei New England Patriots Cam Newton mettendo a segno il placcaggio che diede la vittoria a Seattle. Il primo sack in carriera lo fece registrare nel quinto turno su Kirk Cousins dei Minnesota Vikings.

### Arizona Cardinals
Il 21 marzo 2023 Collier firmó un contratto di un anno con gli Arizona Cardinals.